# 나탈리야 라브로바
나탈리야 알렉산드로브나 라브로바(러시아어: Наталья Александровна Лаврова, 영어: Natalia Lavrova, 1984년 8월 4일 ~ 2010년 4월 23일)는 러시아의 전직 리듬 체조 선수 및 코치였다.

## 경력
나탈리야 라브로바는 펜자 출신이다. 펜자를 연고로 하던 체육단인 디나모에서 올가 스테베네바 코치의 지도를 받았다. 나탈리야 라브로바는 2000년 하계 올림픽과 2004년 하계 올림픽 여자 리듬 체조 단체전에서 2회 연속으로 금메달을 따냈다.

## 사고
나탈리야 라브로바는 2010년 4월 23일에 모스크바에서 남동쪽으로 약 600km 떨어진 펜자주 펜자 근교에서 임신 중이던 그의 여동생인 올가 포포바와 함께 교통 사고로 사망하였다.